# Université de Mid Sweden
L'université de Mid Sweden (en suédois, Mittuniversitetet, MIUN) est une université suédoise, possédant des campus à Östersund et Sundsvall, tous deux situés près du centre géographique de la Suède, d'où le nom de l'université (université du centre de la Suède). Jusqu'en 2016, l'université possédait aussi un campus à Härnösand, mais celui-ci fut finalement abandonné et ses activités transférées vers le campus de Sundsvall.

## Histoire
L'université de Mid Sweden est devenue une université le 1er janvier 2005 et s'appelait auparavant Mid Sweden University College. Mitthögskolan est née en 1993 de la fusion du collège universitaire d'Östersund et du collège universitaire de Sundsvall/Härnösand, tous deux fondés dans le cadre de la réforme de l'enseignement supérieur de 1977 par le gouvernement Fälldin. Ces établissements avaient pour origine le collège social créé à Östersund en 1971, l'enseignement décentralisé systématisé lancé par la municipalité de Sundsvall en 1971, ainsi que l'école populaire et l'enseignement nautique pour les capitaines de mer créés à Härnösand en 1842.
La formation des enseignants qui existe aujourd'hui à l'université de Mid Sweden remonte aux premiers jours de Härnösand en tant que ville scolaire, ainsi qu'à la formation des prêtres qui a commencé lorsque le gymnase de Härnösand a été fondé en 1658. Les programmes de formation des enseignants et des officiers de marine ont été intégrés à l'université de Sundsvall/Härnösand en 1980 (le programme de formation des officiers de marine au sein de l'université de Sundsvall/Härnösand a été interrompu vers 1986, et a depuis été relancé en tant que programme de l'université des sciences appliquées).
Dès le début du XXe siècle, des discussions ont eu lieu au sujet de la création d'une université dans le Norrland. La question a été soulevée au Riksdag en 1946 par une motion du député Gösta Skoglund. Dès le départ, les deux principaux candidats sont Härnösand et Umeå. La rivalité ouverte entre Sundsvall et Härnösand au sujet de l'emplacement de l'université a contribué à la victoire d'Umeå, qui a reçu un programme de médecine dentaire en 1956. Le centre de la Norvège a dû attendre les années 1970 pour bénéficier d'un enseignement supérieur, lorsque des collèges régionaux ont été créés dans tous les comtés de Suède.
En 2011, l'université compte 21 500 étudiants.

## Relations internationales

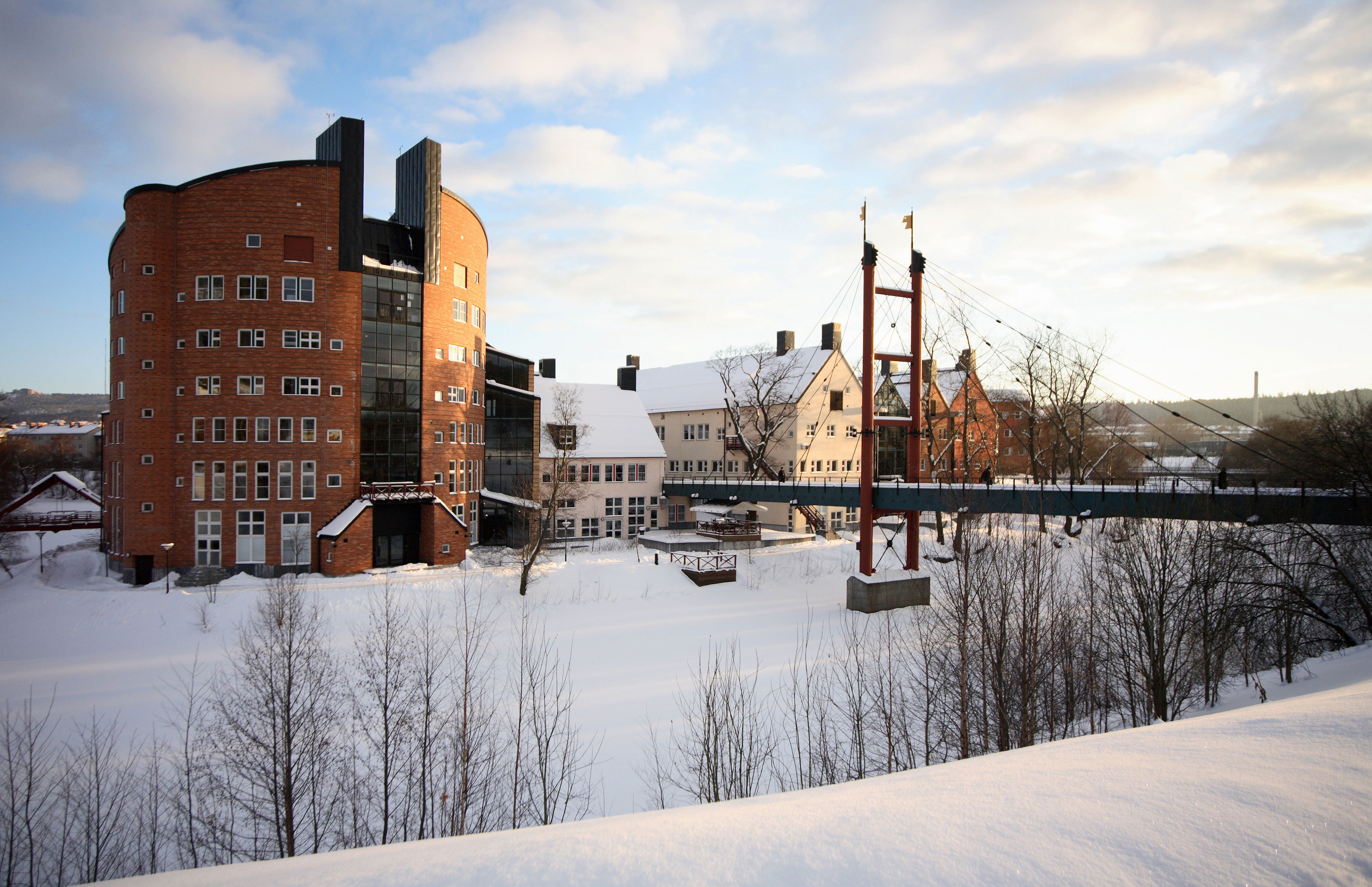
Bâtiment de l'université à Sundsvall.

L'université est membre de l’Université de l'Arctique. UArctic est un réseau international d’universités, d’instituts de recherche et d’organisations ayant pour but de promouvoir, coordonner et soutenir la recherche ainsi que l’éducation en régions arctiques.

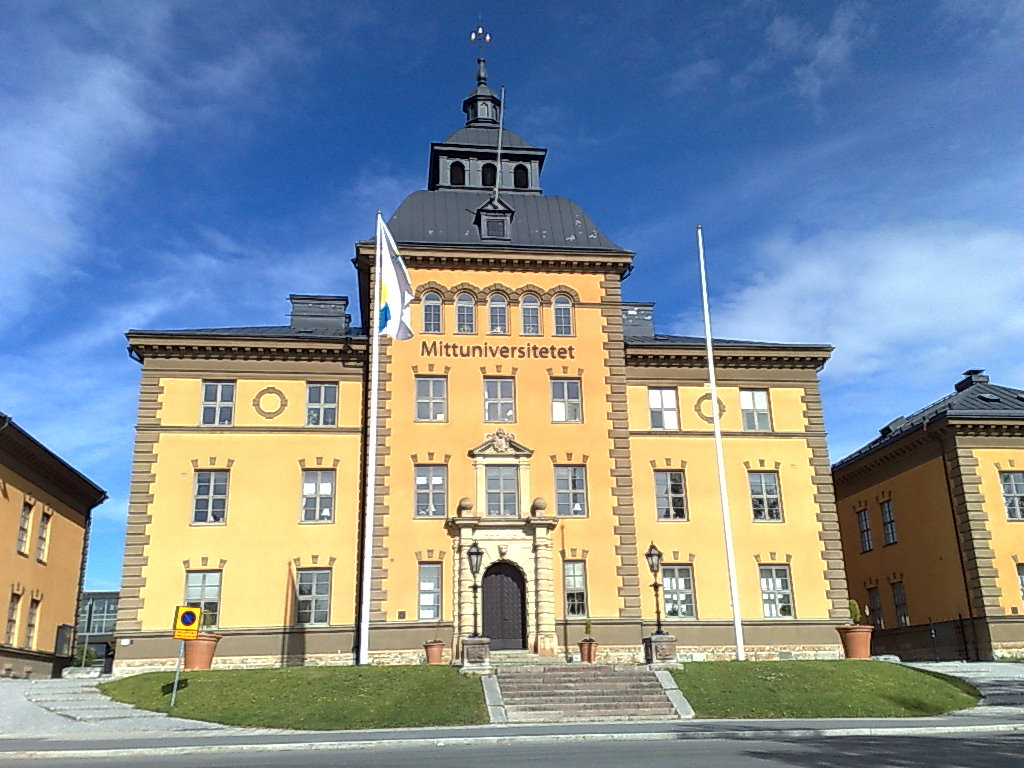
Bâtiment de l'université à Östersund.